# Робітничо-селянська інспекція
Робітничо-селянська інспекція (РСІ) — система органів влади, що займалась питаннями державного контролю. Систему очолював Народний комісаріат Робітничо-селянської інспекції (НК РСІ). Створений 1920, розформований 11 лютого 1934 року. З 1923 діяв спільно з Центральною контрольною комісією ВКП(б) як єдиний радянсько-партійний орган, при цьому нарком РСІ за сумісництвом очолював ЦКК.

## Історія
7 лютого 1920 року Наркомат державного контролю було реформовано у Народний комісаріат робітничо-селянської інспекції (НКРСІ), керівником якого було призначено Сталіна. На цьому посту він залишався до 1922 року.
Діяльність РСІ у перші роки після створення нагадувала діяльність сучасної рахункової палати. В першу чергу, контролери РСІ здійснювали фінансові ревізії (в тому числі, попередні, на підставі планів витрати коштів).
З 1922 року РСІ займається також так званою «нормалізацією» праці, тим, що надалі називали науковою організацією праці: контролери та інспектори перевіряли ефективність роботи бюрократії у різних відомствах і сприяли упровадженню новітніх ідей у всіх галузях.
Одразу після створення 1920 року РСІ почала інтенсивно зростати й розвиватись. Всередині наркомату організуються паливна інспекція (серпень 1921), інспекція зовнішніх відносин (лютий 1921), створюється юридичний відділ, відділ нормалізації (березень 1922).
30 квітня 1923 року постановою Президії ЦВК на пост народного комісара РСІ було призначено Валеріана Куйбишева (1923–1926; 1934–1935). Під його керівництвом було розроблено і 12 листопада 1923 року затверджено Положення про Народний комісаріат РСІ ЦВК СРСР.
На Всесоюзній нараді керівників РСІ та представників Контрольних Комісій РКП(б), яка проходила 3—4 лютого 1924 у Москві, було прийнято рішення про поступове злиття партійних (ЦКК) і державних (РСІ) контрольних органів, координацію їх роботи на першому етапі, й надалі, об'єднання в одному органі.
У листопаді 1926 року керівником РСІ призначено Серго Орджонікідзе (1926–1930). Основною зміною в роботі інспекції став перехід від галузевого сегментування роботи до територіального. Принципово функції РСІ змінились після прийняття 4 травня 1927 року постанови ЦВК і РНК СРСР «Про розширення прав РСІ». Зокрема, інспекції дозволялось ухвалювати рішення про накладення дисциплінарних стягнень, а також усунення та звільнення посадових осіб за безгосподарність і бюрократизм, про ліквідацію надлишкових підрозділів і представництв.

## Керівництво

### Народні комісари робітничо-селянської інспекції РРФСР
1. Йосип Сталін (24 лютого 1920 — 27 грудня 1922)
2. Олександр Цюрупа (1922 — 6 липня 1923)

### Народні комісари робітничо-селянської інспекції СРСР
1. Валеріан Куйбишев (6 липня 1923 — 5 серпня 1926)
2. Григорій Орджонікідзе (5 листопада 1926 — 10 листопада 1930)
3. Андрій Андреєв (22 листопада 1930 — 9 жовтня 1931)
4. Ян Рудзутак (9 жовтня 1931 — 11 лютого 1934)

### Заступники
- 1923–1924 — Варлам Аванесов
- 1925–1930 — Дмитро Лебєдь
- 1925–1928 — Микола Демченко
- 1926–1929 — Яків Яковлев
- 1930–1932 — Олександр Криницький